# Joseph Verachtert
Josephus Maria (Joseph, Jozef of Jos) Verachtert (Noorderwijk, 31 maart 1866 - Geel, 19 mei 1941) was een Belgisch advocaat en politicus voor de Katholieke Partij en diens opvolger het Katholiek Verbond van België.

## Levensloop
Verachtert promoveerde tot doctor in de rechten (1891) aan de Katholieke Universiteit Leuven, alwaar hij actief was in het literaire gezelschap Met Tijd en Vlijt. Na zijn studies vestigde hij zich als advocaat te Geel en in 1892 huwde hij de kleindochter van de vroegere Geelse burgemeester Jacques Moortgat. Het echtpaar bewoonde het grote  herenhuis van de familie Moortgat Grote Markt te Geel en kreeg twee kinderen.
In 1894 werd Verachtert verkozen in de Antwerpse provincieraad voor het kanton Mol. In 1896 werd hij verkozen als gemeenteraadslid van Geel en onmiddellijk aangesteld tot schepen. Hij had een Vlaamsgezind etiket en wilde zich ook een sociaal imago verwerven, door zijn activiteiten in de  landbouwsector en in de  ziekenkassen. Hij werd voorzitter van het Provinciaal Verbond van Veekweeksyndicaten en van het provinciaal Verbond der Paardenverzekering. Op ziekenfondsgebied stond hij in 1900 als voorzitter aan de wieg van de Geelse pensioenkas de Sint-Dymphnagilde. Hij was ook actief in de ziekenkas Sint-Amandusgilde. Vanaf 1901 zetelde Verachtert bovendien in het overkoepelende Verbond der Pensioenkassen / Verbond der Voorzienigheidskassen van het arrondissement Turnhout. 
Bij de parlementsverkiezingen van 1900 nam hij plaats op de opvolgerslijst van de Katholieke Partij. Hetzelfde jaar werd hij bestendig afgevaardigde voor de provincie Antwerpen. Vanuit deze hoedanigheid kon hij mee zorgen voor de provinciale subsidies van de mutualiteiten en van landbouwinitiatieven. Ook werd hij - vanuit de provincie - aangesteld als voorzitter van de 'Provinciale Bijzondere Commissie van Onderlinge Bijstand en Maatschappelijke Werken Antwerpen' en van de 'Commissie tot Aanmoediging van de Volksbibliotheken en de Vlaamse Letterkunde'. In 1912 nam hij een verkiesbare plaats in en deed zijn intrede in de Kamer van Volksvertegenwoordigers. Hij vervulde dit mandaat tot in 1929. Van 1932 tot 1936 was hij provinciaal senator. In 1921 voerde Verachtert de gemeenteraadslijst aan die de verkiezingen won. Hij werd burgemeester en bekleedde dit ambt totdat hij twee maanden voor zijn dood - omwille van de door de Duitsers ingestelde (en door de  secretaris-generaal van het Ministerie van Binnenlandse Zaken en Volksgezondheid Gérard Romsée gesteunde) ouderdomsverordening (überalterungsverordnung) van 7 maart 1941 - moest teruggetreden. Hij werd opgevolgd door Arthur Janssens in de hoedanigheid van dienstdoend burgemeester, tot ook deze werd vervangen door oorlogsburgemeester Karel Pelgroms van het VNV.
Verachtert kreeg de eretekens van commandeur en grootofficier in de Leopoldsorde. Zijn laatste rustplaats kreeg hij in het familiegraf van de familie Moortgat op het Sint-Dimpnakerkhof te Geel. Zijn kleinzoon Francis Van Schoubroeck werd eveneens politiek actief.